# Virginia Slims of Washington 1991
Virginia Slims of Washington 1991 — жіночий тенісний турнір, що проходив на відкритих кортах з твердим покриттям William H.G. FitzGerald Tennis Center у Вашингтоні (США). Належав до турнірів 2-ї категорії в рамках Туру WTA 1991. Відбувсь увісімнадцяте й востаннє і тривав з 19 до 24 серпня 1991 року. Друга сіяна Аранча Санчес Вікаріо здобула титул в одиночному розряді й отримала 70 тис. доларів США.

## Фінальна частина

### Одиночний розряд
Аранча Санчес Вікаріо —  Катарина Малеєва 6–2, 7–5
- Для Санчес Вікаріо це був 1-й титул в одиночному розряді за сезон і 6-й — за кар'єру.

### Парний розряд
Яна Новотна /  Лариса Нейланд —  Джиджі Фернандес /  Наташа Звєрєва 5–7, 6–1, 7–6(12–10)